# Hoàng Hồng Hà
Hoàng Hồng Hà là một tướng lĩnh trong Quân đội nhân dân Việt Nam, hàm Chuẩn Đô đốc, hiện là Phó Tư lệnh Quân chủng Hải quân Việt Nam

## Thân thế và binh nghiệp
Trước năm 2016, ông là Chủ nhiệm Kỹ thuật Quân chủng Hải quân Việt Nam.
Tháng 6 năm 2016, ông được bổ nhiệm giữ chức Phó Tư lệnh Quân chủng Hải quân Việt Nam đồng thời được thăng quân hàm Chuẩn Đô đốc.
Tháng 7 năm 2018, ông là Chuẩn Đô đốc, Phó Tư lệnh Hải quân nhân dân Việt Nam (phụ trách về kỹ thuật).